# Richard Olson (racerförare)
Richard Olson, född 23 september 2003 i Göteborg, är en svensk racingförare som tävlar i mästerskapet Aquila Formula 1000 med teamet PPG och AD Motorsport.

## Karriär

### Karting
Olson började med karting 2019. Han tävlade två race det året med teamet PDB Racing Team Sweden. Året därpå, tävlade Olson i 23 race runtom i Sverige där han slutade 3:a, 4:a och 38:a i det årets olika mästerskap.
Säsongen 2021 fick ett hastigt stopp för Olson efter en armfraktur i det första racet. Efter en återkomst i augusti vann han Kart Cup Väst och slutade 13:a i SKCC.
2022 vann Olson Swedish Kart League och SKCC. Olson gjorde sin International Karting-debut i juni när han tävlade i en av EM-omgångarna i Kristianstad. Han slutade på 58:e plats

### Aquila Formula 1000
Efter 3 testdagar 2022 bestämde sig Olson för att delta i hela mästerskapet 2023. Han avslutade dock säsongen tidigt av okända skäl. Han blev till slut 13:e i mästerskapet med 215 poäng.

## Privatliv
Richard Olson är född i Göteborg, men han är dock halvtysk på sin mors sida. Hans far Denny Olson och farfar Sven Olson var båda svenska musiker.

## Kartingrekord

### Kartingkarriär summerad
| Säsong | Serie               | Team                   | Position |
| ------ | ------------------- | ---------------------- | -------- |
| 2020   | SKCC-OK             | PDB Racing Team Sweden | 3:a      |
| 2020   | Kart Cup Väst       | PDB Racing Team Sweden | 4:a      |
| 2020   | SKCC-S125           | PDB Racing Team Sweden | 38:a     |
| 2021   | SKCC-OK             | AD Motorsport          | 13:e     |
| 2021   | Distrikt Mästerskap | AD Motorsport          | 1:a      |
| 2021   | Kart Cup Väst       | AD Motorsport          | 1:a      |
| 2022   | SKCC-OK             | AD Motorsport          | 1:a      |
| 2022   | Swedish Kart League | AD Motorsport          | 1:a      |

## Racingkarriär

### Racingkarriär summerad
| Säsong | Serie               | Team                      | Race | Vinster | Poles | F/Laps | Podiums | Poäng | Position |
| ------ | ------------------- | ------------------------- | ---- | ------- | ----- | ------ | ------- | ----- | -------- |
| 2023   | Aquila Formula 1000 | Proston Performance Group | ?    | ?       | ?     | ?      | ?       | 215*  | 2:a*     |